# 군관
군관(軍官)은 동양 옛 국가의 하급 무관(武官)을 이르는 말이다. 주로 품계를 보유한 정식 관직이 아닌, 각급 군영(軍營) 또는 관청에서 군사에 관한 업무 또는 임무를 수행하던 장교들을 지칭한다.

## 종류
군사 업무에 있어 오늘날 중위, 소위 등의 하급 장교 및 부사관 계급이 담당하는 역할을 수행하였으며, 계층적으로는 대부분 중인(中人)에 해당하였다. 그러나 일부는 높은 직위의 무관이 임명되기도 했을 정도로 군관의 운용 범위가 넓었다.
- 당상군관(堂上軍官) : 정3품 당상관 이상의 전직 무관, 품계 보유자 등이 임명된 군관 직책이다. 병조판서(兵曹判書)와 같은 고위 관원 직속이기 때문에 종2품 방어사를 지낸 무관이 임명되기도 하였다.

- 계청군관(啓請軍官) : 임금에게 추천하여 재가를 받아 임명된 군관이다. 관찰사, 절도사 등 고위 무관이 부임하기 전에 자신이 거느릴 군관 명단을 올리는데, 때로는 전현직 무관 출신이 포함된다. 이렇게 임명된 군관이 곧 비장(裨將)이며, 육방(六房, 육방관속)을 나눠 통솔하는 등 관찰사나 절도사를 보좌하는 최상층 참모 역할을 수행하였다.

- 자제군관(子弟軍官) : 외국에 파견되는 사신 일행이 그 가족(자식, 조카 등)을 거느리고 갈 때 주던 직책이다.[2]

- 군관(軍官) : 중앙 또는 지방의 군영에 소속된 통상적인 군관이다. 장교(將校), 장관(將官)이라고도 하며, 일부는 특정한 관원 개인에게 직속된다. 별군관(別軍官), 권무군관(勸武軍官), 수첩군관(守堞軍官) 등 다양한 직책이 있었다.

- 포도군관(捕盜軍官) : 일반 군영이 아닌, 포도청(捕盜廳)에 소속된 군관이다.[3]

- 선무군관(選武軍官) : 평상시에 직접적인 군사 업무를 수행하지 않는 군관으로, 각종 군영의 재정 확충을 위해 군관이라는 직역을 주고 대신 군포(軍布)를 납부하게 하였다.[4]

## 같이 보기
- 무관
- 군영